# Manfred Grothe

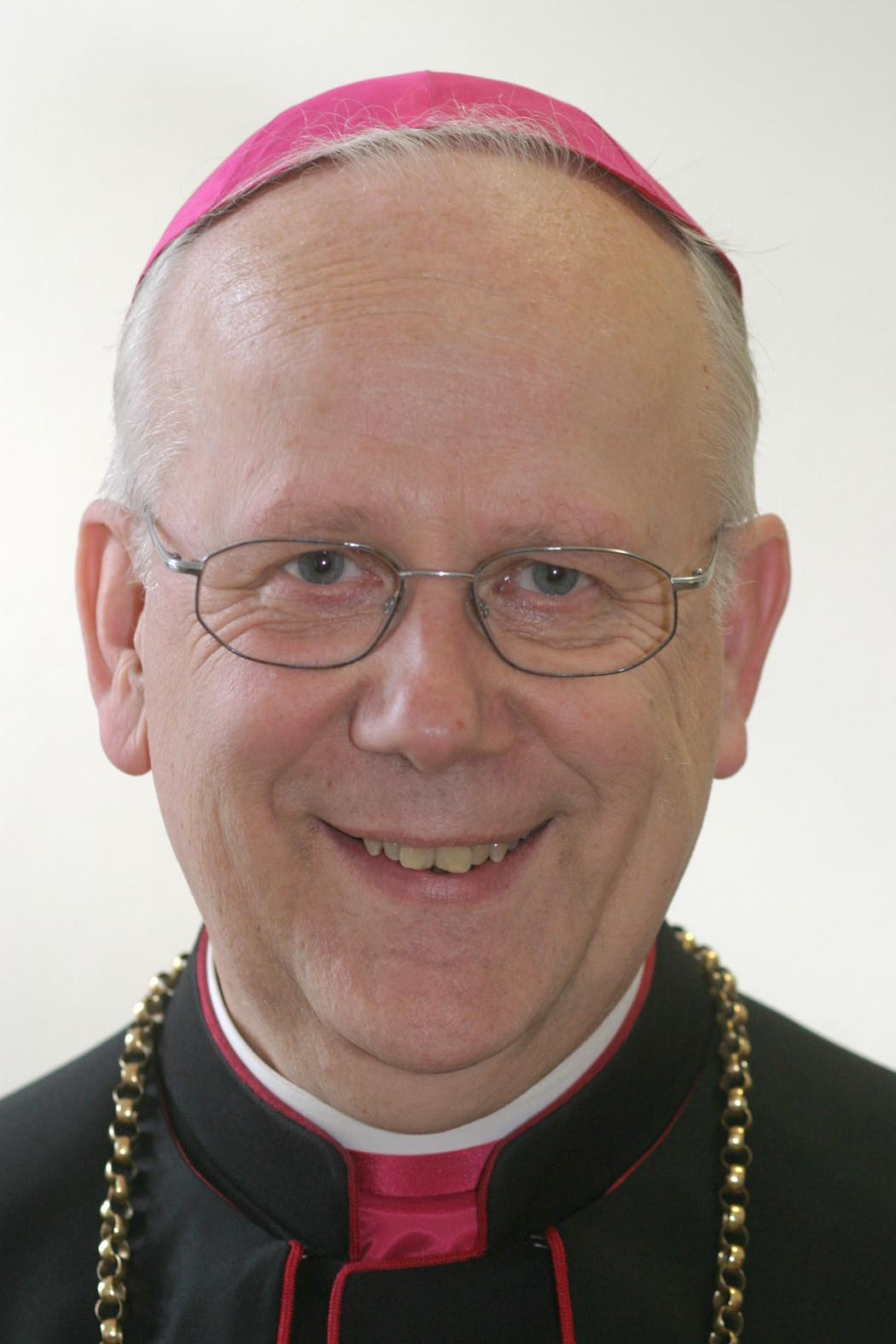
Weihbischof Manfred Grothe

Wappen von Manfred Grothe

Manfred Grothe (* 4. April 1939 in Warburg) ist ein römisch-katholischer Geistlicher und emeritierter Weihbischof im Erzbistum Paderborn sowie emeritierter Dompropst von Paderborn. Vom 26. März 2014 bis zum 18. September 2016 war er Apostolischer Administrator des Bistums Limburg.

## Leben
Nach seinem Abitur 1960 am Gymnasium Marianum in Warburg studierte er Theologie und Philosophie in Paderborn, Münster und München. 1967 durch Erzbischof Lorenz Kardinal Jaeger in Paderborn zum Priester geweiht, war er anschließend Kaplan in Rietberg und Witten, wo er auch von 1969 bis 1972 als Religionslehrer tätig war. Seit 1972 Präses der Kolpingsfamilie, wechselte er 1978 in das Paderborner Generalvikariat über, wo er als Assessor und Abteilungsleiter tätig war. 1979 zum Ordinariatsrat ernannt, erhielt er 1982 den Titel eines Ehrenkaplans Seiner Heiligkeit (Monsignore) und 1988 den eines Päpstlichen Ehrenprälaten.
Im Jahr 1982 wurde er in den Aufsichtsrat der Darlehnskasse im Erzbistum Paderborn eG gewählt. Im Jahr 2002 übernahm er den Vorsitz des Aufsichtsrates.
Seit 1989 stellvertretender Generalvikar, ernannte ihn Erzbischof Hans-Josef Becker am 28. September 2003 zum Generalvikar. Im Jahr 2004 zum Apostolischen Protonotar erhoben, ernannte ihn Papst Johannes Paul II. am 14. Oktober 2004 zum Titularbischof von Hippo Diarrhytus und Weihbischof in Paderborn. Die Bischofsweihe empfing er am 5. Dezember desselben Jahres gemeinsam mit dem am gleichen Tage ernannten Weihbischof Matthias König vom Paderborner Erzbischof Hans-Josef Becker. Mitkonsekratoren waren der emeritierte Weihbischof Paul Consbruch und der damalige Weihbischof Karl-Heinz Wiesemann.
Am 1. November 2007 wurde Weihbischof Manfred Grothe zum Domdechanten des Metropolitankapitels am Paderborner Dom bestellt. Dieses Amt legte Grothe am 18. Dezember 2009 nieder, da er von der Kleruskongregation des Vatikans zum Visitator für das Päpstliche Hilfswerk Kirche in Not bestellt wurde. Am 1. März 2013 wurde er zum Dompropst gewählt.
Am 24. Oktober 2013 teilte die Deutsche Bischofskonferenz (DBK) mit, dass Grothe die von der DBK eingesetzte Kommission leitet, die die Kostensteigerungen beim Bau der Bischofsresidenz im Bistum Limburg untersuchte. Am 26. März 2014 nahm Papst Franziskus den Rücktritt von Bischof Franz-Peter Tebartz-van Elst an und ernannte Grothe zum Apostolischen Administrator des Bistums Limburg.
Zum 1. Mai 2014 endete, nach seinem altersgemäßen Rücktrittsgesuch und dessen Annahme durch den Erzbischof von Paderborn, sein Amt als Dompropst des Paderborner Metropolitankapitels.
Am 15. Juli 2015 nahm Papst Franziskus seinen altersbedingten Rücktritt als Weihbischof von Paderborn an und ernannte gleichzeitig Dominicus Meier OSB zu seinem Nachfolger als Weihbischof in Paderborn. Mit der Weihe Georg Bätzings zum Bischof von Limburg endete am 18. September 2016 auch sein Amt als Apostolischer Administrator von Limburg.